# Distretto di Waidhofen an der Thaya
Waidhofen an der Thaya è un distretto amministrativo austriaco dello stato della Bassa Austria.

## Geografia antropica
Il distretto è suddiviso in 15 comuni, di cui 3 con status di città e 10 con diritto di mercato. Ogni comune ha scritto sotto i propri comuni catastali (Katastralgemeinden), corrispettivi grossomodo alle frazioni.

### Città
- Groß-Siegharts
  - Ellends, Fistritz, Groß-Siegharts, Loibes, Sieghartsles, Waldreichs, Weinern, Wienings
- Raabs an der Thaya
  - Alberndorf, Eibenstein, Großau, Koggendorf, Kollmitzdörfl, Liebnitz, Lindau, Luden, Modsiedl, Mostbach, Neuriegers, Niklasberg, Nonndorf, Oberndorf bei Raabs, Oberndorf bei Weikertschlag, Oberpfaffendorf, Pommersdorf, Primmersdorf, Raabs an der Thaya, Rabesreith, Reith, Rossa, Schaditz, Speisendorf, Süßenbach, Trabersdorf, Unterpertholz, Unterpfaffendorf, Weikertschlag an der Thaya, Wetzles, Wilhelmshof, Zabernreith, Zemmendorf, Ziernreith
- Waidhofen an der Thaya
  - Altwaidhofen, Dimling, Götzles, Hollenbach, Jasnitz, Kleineberharts, Matzles, Puch, Pyhra, Schlagles, Ulrichschlag, Vestenötting, Waidhofen an der Thaya

### Comuni mercato
- Dietmanns
  - Alt-Dietmanns, Neu-Dietmanns
- Dobersberg
  - Brunn, Dobersberg, Goschenreith am Taxenbache, Großharmanns, Hohenau, Kleinharmanns, Lexnitz, Merkengersch, Reibers, Reinolz, Riegers, Schuppertholz
- Gastern
  - Frühwärts, Garolden, Gastern, Immenschlag, Kleinmotten, Kleinzwettl, Ruders, Weißenbach, Wiesmaden
- Karlstein an der Thaya
  - Eggersdorf, Göpfritzschlag, Goschenreith, Griesbach, Hohenwarth, Karlstein an der Thaya, Münchreith an der Thaya, Obergrünbach, Schlader, Thuma, Thures, Wertenau
- Kautzen
  - Engelbrechts, Groß-Taxen, Kautzen, Kleingerharts, Klein-Taxen, Pleßberg, Reinberg-Dobersberg, Tiefenbach, Triglas
- Ludweis-Aigen
  - Aigen, Blumau an der Wild, Diemschlag, Drösiedl, Drösiedl, Kollmitzgraben, Liebenberg, Ludweis, Oedt an der Wild, Pfaffenschlag, Radessen, Radl, Sauggern, Seebs, Tröbings
- Thaya
  - Eggmanns, Großgerharts, Jarolden, Niederedlitz, Oberedlitz, Peigarten, Ranzles, Schirnes, Thaya
- Vitis
  - Eschenau, Eulenbach, Grafenschlag, Großrupprechts, Heinreichs, Jaudling, Jetzles, Kaltenbach, Kleingloms, Kleinschönau, Schacherdorf, Schoberdorf, Sparbach, Stoies, Vitis, Warnungs
- Waldkirchen an der Thaya
  - Fratres, Gilgenberg, Rappolz, Rudolz, Schönfeld, Waldhers, Waldkirchen an der Thaya
- Windigsteig
  - Edengans, Grünau, Kleinreichenbach, Kottschallings, Lichtenberg, Markl, Matzlesschlag, Meires, Rafings, Rafingsberg, Waldberg, Willings, Windigsteig

### Comuni
- Pfaffenschlag bei Waidhofen an der Thaya
  - Arnolz, Artolz, Eisenreichs, Großeberharts, Johannessiedlung, Kleingöpfritz, Pfaffenschlag bei Waidhofen an der Thaya, Rohrbach, Schwarzenberg
- Waidhofen an der Thaya-Land
  - Brunn, Buchbach, Edelprinz, Götzweis, Griesbach, Kainraths, Nonndorf, Sarning, Vestenpoppen, Wiederfeld, Wohlfahrts